# Nocturne (canção)
"Nocturne" foi a canção que venceu o Festival Eurovisão da Canção 1995, que teve lugar em Dublin, na Irlanda e que representou a Noruega nesse evento. 
A referida canção foi interpretada em norueguês (apenas 24 palavras) pela banda Secret Garden (composta por Fionnuala Sherry, Rolf Løvland, Gunnhild Tvinnereim e Åsa Jinder). Foi a quinta canção a ser interpretada na noite do festival, a seguir à canção bósnia "Dvadeset prvi vijek", cantada por  Davorin Popović e antes da canção russa "Kolibelnaya dlya vulkana", interpretada por  Philip Kirkorov. Terminou em 1º lugar, tendo recebido um total de 148 pontos.  No ano seguinte, em 1996, a Noruega  fez-se representar com a canção "I evighet", interpretada por Elisabeth Andreassen .

## Autores
- Letra: A letra muito curta foi escrita por Petter Skavland;
- Música: Rolf Løvland
- Orquestrador: Geir Langslet

## Vitória na Eurovisão
Foi a segunda vitória para o compositor Rolf Løvland,  que tinha composto  "La det swinge". Foi a primeira vez em quatro anos que a Irlanda não venceu um festival, mas venceria no ano seguinte, em 1996.

## Características
A canção é caraterizada pela quase ausência de letra - com apenas 24 palavras cantadas em norueguês e o resto da canção foi um intermezzo de violino interpretado por  Fionnuala Sherry.

## Versão da canção em norueguês
La dagen få

sin hvile nå

og natten vil våke for den,

Nocturne.
Se mørket må

engang forgå

så natten kan føde en dag.

## Lançamentos
"Nocturne" não foi publicada como single na Noruega. O primeiro  lançamento da canção como single surgiria numa versão cover pela banda norueguesa  Døsty Cåwshit, que subiu ao  #16 no top de singles da Noruega em 1996.
"Nocturne" surgiu no primeiro álbum da banda Songs from a Secret Garden.